# جون تيلمان
جون تيلمان (بالإنجليزية: John Tillman)‏ هو ضابط أمريكي، ولد في 1970.